# Euthyplocia
Euthyplocia is een geslacht van haften (Ephemeroptera) uit de familie Euthyplociidae.

## Soorten
Het geslacht Euthyplocia omvat de volgende soorten:
- Euthyplocia haenschi
- Euthyplocia hecuba